# Commissario europeo dell'Estonia
Il commissario europeo dell'Estonia è un membro della Commissione europea proposto al Presidente della Commissione dal Governo dell'Estonia.
L'Estonia ha diritto ad un commissario europeo dal 1º maggio 2004, anno della sua adesione all'Unione europea.

## Lista dei commissari europei dell'Estonia
| Commissario  | Competenza                                                                                        | Commissione      | Periodo        | Partito |
| ------------ | ------------------------------------------------------------------------------------------------- | ---------------- | -------------- | ------- |
| Kaja Kallas  | Alto rappresentante dell'Unione per gli affari esteri e la politica di sicurezza (Vicepresidente) | von der Leyen II | 2024-in carica | ER      |
| Kadri Simson | Energia                                                                                           | von der Leyen I  | 2019-2024      | EK      |
| Andrus Ansip | Mercato unico digitale (Vicepresidente)                                                           | Juncker          | 2014-2019      | ER      |
| Siim Kallas  | Trasporti (Vicepresidente)                                                                        | Barroso II       | 2010-2014      | ER      |
| Siim Kallas  | Affari amministrativi, audit e lotta antifrode (Vicepresidente)                                   | Barroso I        | 2004-2010      | ER      |
| Siim Kallas  | Affari economici e monetari                                                                       | Prodi            | 2004           | ER      |